# SIL Global
SIL Global hay SIL Quốc tế (trước đây gọi là "Học viện Ngôn ngữ học mùa hè", tiếng Anh: Summer Institute of Linguistics viết tắt SIL) là một tổ chức phi lợi nhuận của Cơ đốc giáo có trụ sở tại Hoa Kỳ, có mục đích chính là nghiên cứu, phát triển và cung cấp tư liệu về các ngôn ngữ, đặc biệt là những ngôn ngữ ít được biết đến, để mở rộng tri thức ngôn ngữ, thúc đẩy việc biết chữ, dịch Kinh Thánh Kitô giáo sang các ngôn ngữ địa phương và hỗ trợ phát triển ngôn ngữ thiểu số .
SIL có hơn 6.000 thành viên từ hơn 50 quốc gia. Dựa trên việc làm tư liệu ngôn ngữ, SIL phát hành một cơ sở dữ liệu, Ethnologue, tập hợp các nghiên cứu của họ về các ngôn ngữ trên thế giới. SIL cũng phát triển và xuất bản các chương trình phần mềm cho các tài liệu ngôn ngữ, như FieldWorks Language Explorer (FLEx) và Lexique Pro. SIL còn có tư vấn chính thức với Liên Hợp Quốc, đã được UNESCO công nhận vì những đóng góp của họ tại Châu Á , và là thành viên của Diễn đàn các Cơ quan Kinh thánh Quốc tế (Forum of Bible Agencies International).
Trụ sở chính SIL đặt tại Dallas, Texas, Hoa Kỳ.

## Khái quát
Tổ chức này được thành lập bởi "tín đồ giáo hội trưởng lão" (Presbyterian) William Cameron Townsend, một nhà truyền giáo người Mỹ đến Guatemala, nơi ông làm việc trong số những người Kaqchikel Maya. Năm 1933 Townsend quay sang Mexico với mục đích dịch Kinh Thánh sang các ngôn ngữ bản địa ở đó, như ông đã làm cho Kaqchikel. Townsend thành lập một mối quan hệ làm việc với Bộ Giáo dục Mexico dưới sự quản lý tiến bộ của Lázaro Cárdenas và thành lập SIL để giảng dạy ngôn ngữ học-truyền giáo cho những người truyền giáo làm việc tại Mexico. Trong những thập kỷ tiếp theo, các nhà ngôn ngữ học SIL đã làm việc với việc cung cấp giáo dục mù chữ cho người dân bản địa Mexico, đồng thời làm việc với tổ chức Siracord of the Silk của Wycliffe, cũng được thành lập bởi Townsend để dịch Kinh Thánh sang ngôn ngữ nơi họ đang làm việc. SIL dần dần mở rộng phạm vi hoạt động sang các khu vực khác trên thế giới, nơi đã được sử dụng các ngôn ngữ bản xứ, bao gồm Papua New Guinea, Đông Nam Á và Châu Phi. Mặc dù ban đầu, nhân viên của SIL chỉ được đào tạo cơ bản về ngôn ngữ học và nhân học, dần dần tổ chức đã được chuyên nghiệp hóa và ngày nay có nhiều bằng cấp cao.
SIL đã bị các nhà nhân chủng học và các nhà hoạt động nhân quyền bản địa chỉ trích vì có ảnh hưởng tiêu cực đến các cộng đồng nơi họ làm việc, bằng cách thay đổi các mô hình văn hoá địa phương và tạo ra xung đột trong cộng đồng bản địa. Bắt đầu từ những năm 1980, một số nước đã ngừng hợp tác chính thức với SIL. SIL đã không xem xét những cáo buộc này có giá trị.